# Teresa Aranguren Amézola
Teresa Aranguren Amézola (Artziniega, 21 de desembre de 1944) és una periodista basca la trajectòria professional de la qual ha estat lligada a la informació internacional del món àrab i zones en conflicte.

## Trajectòria
Llicenciada en Filosofia i Lletres i diplomada en Psicologia i Antropologia per la Universitat Complutense de Madrid, era professora de filosofia a Madrid, però el seu trasllat a Jordània el 1981 per a impartir classes de castellà la va portar a conèixer la situació dels refugiats palestins i en va publicar diversos reportatges. Després de tornar a l'Estat espanyol, es va fer càrrec de la secció internacional de Mundo Obrero, publicació del Partit Comunista d'Espanya. Com a enviada especial en aquesta etapa va cobrir la invasió d'Israel sobre el Líban i va viatjar a la Xina, Algèria i el Marroc.
En 1985 va començar a treballar per a la revista Interviú i un any després es va incorporar al diari El Independiente com a cap de la secció d'internacional cobrint la Guerra de l'Iran-Iraq a Teheran. Va ser l'única dona que va cobrir aquesta guerra com a corresponsal, exceptuant una fotògrafa libanesa.
L'estiu de 1989 es va incorporar a la secció internacional dels serveis informatius de Telemadrid. El 1990 va viatjar a Amman i Jerusalem per a cobrir la primera Guerra del Golf i des de llavors s'ha desplaçat amb freqüència a la zona per a informar de les successives crisis de l'Iraq i del conflicte palestino-israelià. Durant 15 anys va ser enviada especial a l'Orient Mitjà. Entre altres, ha cobert la Guerra del Golf i la Guerra de Iugoslàvia.
Entre gener de 2001 i juny de 2002, va ser subdirectora dels Serveis Informatius de Telemadrid, càrrec del qual va dimitir després del cessament del director d'informatius Diego de la Serna. El gener del 2007 es va convertir en consellera del Consell d'Administració de RTVE a proposta d'IU-ICV.

## Obra publicada
- Palestina: El hilo de la memoria (2004) Editorial Caballo de Troya.
- Olivo Roto: Escenas de la ocupación (2006) Editorial Caballo de Troya.
- Contra el olvido. Una memoria fotográfica de Palestina antes de la Nakba, 1889-1948 (2015) Ediciones del Oriente y del Mediterráneo. Coordinat per Teresa Aranguren, Sandra Barrilaro, Johnny Mansour i Bichara Khader, amb pròleg de l'arabista Pedro Martínez Montávez.